# كاذي صغير الثمار
كاذي صغير الثمار (الاسم العلمي:Pandanus microcarpus) هو نوع من النباتات يتبع جنس الكاذي من الفصيلة الكاذية.